# Idioma calamián
El calamián (ᝦᝲᝨᝪᝯ) es un idioma perteneciente a las lenguas calamianes. Se habla en la provincia filipina de Las Paraguas y es una de las tres lenguas maternas del pueblo tagbanuá. Según Ethnologue (2007), tiene 10 000 hablantes.
Se escribe en la escritura tagbanuá, una escritura índica.